# Nowohuckie Centrum Kultury
Nowohuckie Centrum Kultury (NCK) – samorządowa instytucja kultury znajdująca się w Krakowie w dzielnicy XVIII przy al. Jana Pawła II 232 w Nowej Hucie, w pobliżu Placu Centralnego. 

## Historia
Budowę Centrum rozpoczęto na początku lat siedemdziesiątych na miejscu wcześniej planowanego tam teatru. Budynek, ukończony i oddany do użytku w 1983 roku, powstał pod kierunkiem architektonicznym Zbigniewa Pawelskiego.
W ramach Centrum działa m.in. Zespół Pieśni i Tańca Nowa Huta, Zespół Góralski Hamernik, Krakowskie Centrum Choreograficzne, Grupa Wokół Centrum, Teatr Ab Intra, Krakowski Teatr Tańca, a także kilkanaście innych zespołów, reprezentujących szeroki wachlarz aktywności tanecznych i artystycznych.
NCK dysponuje jedną z największych w Krakowie scen teatralnych, na której gości najlepsze oraz najbardziej znane w Polsce i na świecie spektakle teatralne, muzyczne, taneczne, baletowe oraz kabaretowe, które są adresowane do widzów każdej grupy wiekowej i prezentują różnorodne formy wyrazu scenicznego.
NCK jest także producentem cyklicznych imprez o charakterze festiwalowym, które zagościły na dobre w kalendarzu imprez kulturalnych w Krakowie i niezmiennie cieszą się dużą popularnością wśród publiczności: Festiwal Teatrów dla Dzieci, BalletOFFFestival, Festiwal Tańca Współczesnego SPACER, Festiwal Piosenki Dziecięcej KOLOROWE NUTKI, a także Nowohucki Festiwal Sztuki.
Instytucja prowadzi ponadto bogatą działalność wystawienniczą w czterech galeriach, znajdujących się na jej terenie, prezentując pracę wybitnych polskich artystów. Regularnie zmieniające się wystawy pozwalają na obcowanie ze sztuką w jej cudownej wielowymiarowości form i wielobarwności konwencji artystycznych. W październiku 2016 roku Centrum otworzyło pierwszą stałą Galerię Zdzisława Beksińskiego w Krakowie, dysponując kolekcją przekazaną w depozyt przez Annę i Piotra Dmochowskich, liczącą 250 prac mistrza (50 obrazów, 100 rysunków, 100 fotografii). W ciągu pierwszego miesiąca funkcjonowania Galerii wystawę odwiedziło 22 tys. widzów.
Dzięki swoim możliwościom lokalowym – sale taneczne, baletowe i konferencyjne, sala teatralna z widownią dla sześciuset widzów, sala kameralna, pracownie tematyczne itp. Centrum jest również bardzo często gospodarzem zewnętrznych – krajowych i międzynarodowych – imprez: sympozjów, kongresów, targów i wystaw kolekcjonerskich.
W ciągu roku Nowohuckie Centrum Kultury odwiedza ponad pół miliona osób.

## Galeria Jerzego Dudy-Gracza
Jerzy Duda-Gracz zmarł w 2004 roku. Po jego śmierci planowano otwarcie galerii w której miały być eksponowane  obrazy będące w posiadaniu rodziny malarza. Pierwsze rozmowy prowadzono w 2011 roku planując ulokowanie ekspozycji w zabytkowym Zajeździe pod św. Benedyktem na Podgórzu. Jednak nie udało się osiągnąć porozumienia pomiędzy przedstawicielami miasta i rodziny.
W październiku 2015 roku w Nowohuckim Centrum Kultury została zorganizowana retrospektywna wystawa twórczości Jerzego Dudy-Gracza. Zaprezentowano na niej 84 prace z lat 1967-2004 udostępnione przez Fundację Conspero. Kuratorką wystawy była Joanna Gościej-Lewińska.
W kwietniu 2018 roku prezydent Krakowa Jacek Majchrowski podpisał umowę z Agatą Duda-Gracz na podstawie której w NCK powstała Galeria obrazów Jerzego Dudy-Gracza. Otwarcie galerii miało miejsce 21 stycznia 2020 roku z udziałem żony Wilmy, córki Agaty i prezydenta J. Majchrowskiego. Mieści się ona obok działającej wcześniej galerii pac Zdzisława Beksińskiego. Na powierzchni 210 m² umieszczono 100 prac artysty z liczącej 300 egzemplarzy kolekcji będącej w posiadaniu żony i córki. Obrazy będą sukcesywnie wymieniane, a umowa na prezentację w tym miejscu została podpisana na 20 lat. Kuratorką wystawy jest  Joanna Gościej-Lewińska.

## Dyrektorzy
- Leon Lijowski[7][8]
- Krystyna Morek[8]
- Ferdynand Nawratil[8]
- Zbigniew Grzyb[8]

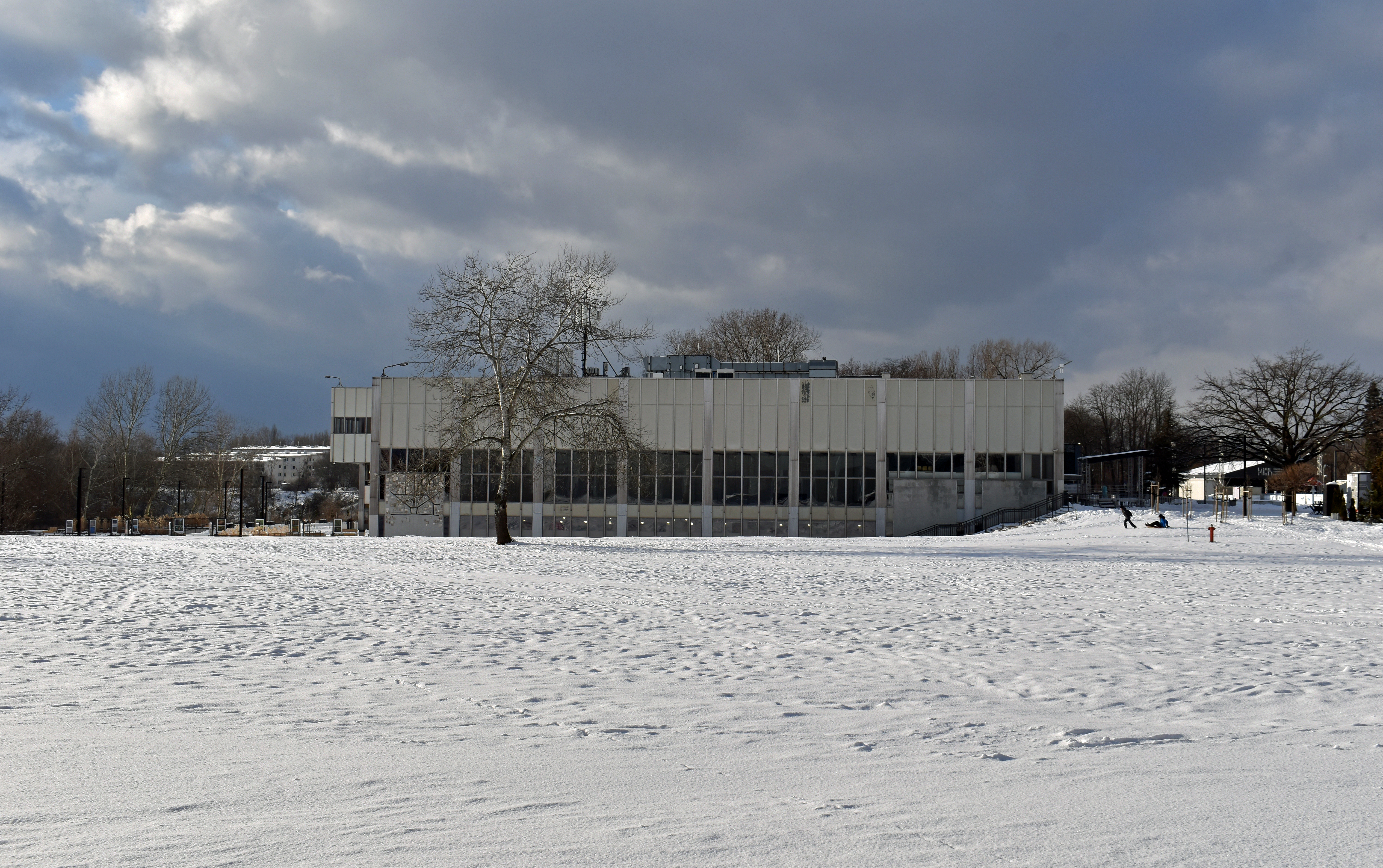
Nowohuckie Centrum Kultury widziane od strony Osiedla Centrum E.
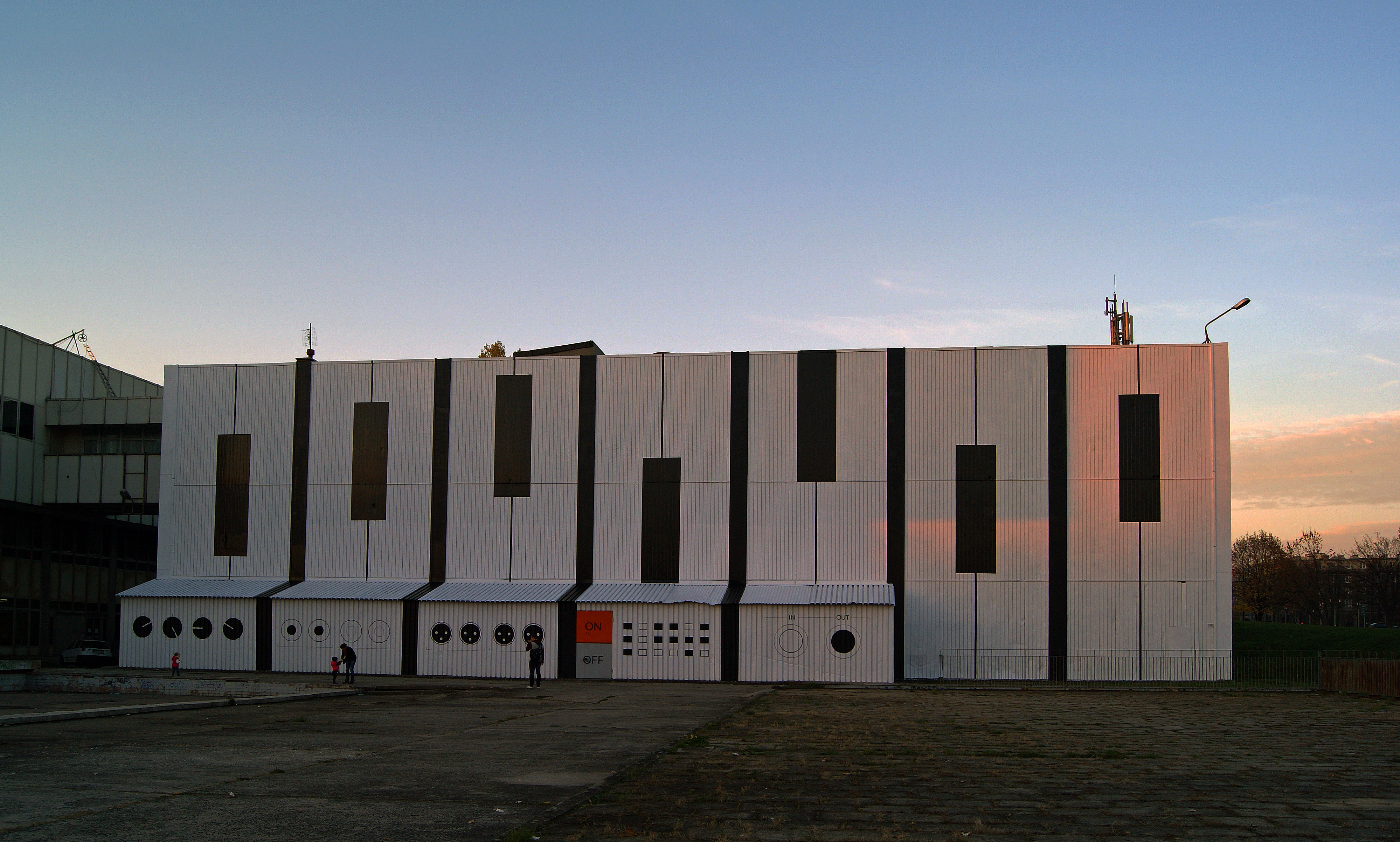
Pierwszy Mural w Nowej Hucie. Projekt Aleksandra Toborowicz, wykonanie studenci krakowskiej ASP. Powstał 19.10.2013.
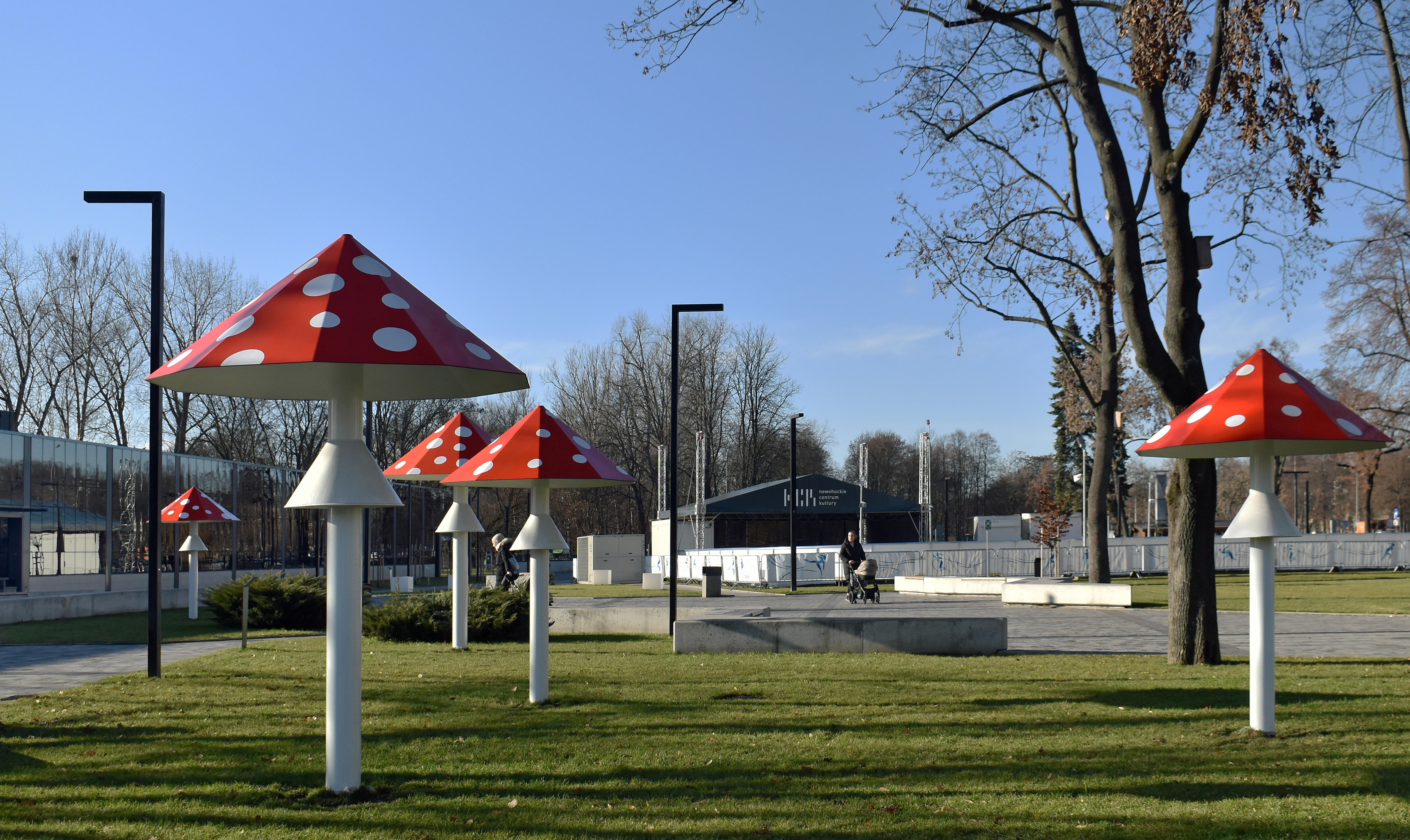
„Muchomory” instalacja Maurycego Gomulickiego przed NCK. Powstała w 2014.